# Reynosa
Reynosa nagyváros Mexikó Tamaulipas államának északi részén, az Amerikai Egyesült Államokkal határt képező Río Bravo del Norte folyó partján. A jelentős iparváros lakossága 2010-ben megközelítette az 590 000 főt.

## Földrajz

### Fekvése
A város az USA határán, a Río Bravo del Norte jobb partján fekszik egy közel sík, de délnyugat felé lassan emelkedő területen. A folyóvölgy a tenger szintje felett körülbelül 30 méterrel terül el, a távolabbi városrészek akár 50–60 méter magasan is lehetnek. A városközponttól délkeletre, a növekvő város által ma már körülölelve található egy nagy mesterséges tó, a La Escondida.

### Éghajlat
A város éghajlata forró és kissé száraz, de nem szélsőségesen. Minden hónapban mértek már legalább 35 °C-os hőséget, a rekord elérte a 44 °C-ot is. Az átlagos hőmérsékletek a januári 16,2 és a júliusi 29,9 fok között váltakoznak, fagy a téli hónapokban előfordulhat. Az évi átlagosan 453 mm csapadék időbeli eloszlása egyenetlen: a júniustól szeptemberig tartó 4 hónapos időszak alatt hull az éves mennyiség közel 60%-a.
| Hónap                                   | Jan. | Feb. | Már. | Ápr. | Máj. | Jún. | Júl. | Aug. | Szep. | Okt. | Nov. | Dec. | Év   |
| --------------------------------------- | ---- | ---- | ---- | ---- | ---- | ---- | ---- | ---- | ----- | ---- | ---- | ---- | ---- |
| Rekord max. hőmérséklet (°C)            | 35,0 | 38,0 | 44,0 | 42,0 | 43,0 | 42,0 | 43,0 | 42,0 | 40,0  | 39,0 | 38,0 | 36,0 | 44,0 |
| Átlagos max. hőmérséklet (°C)           | 21,9 | 24,5 | 29,1 | 31,8 | 34,3 | 36,7 | 36,9 | 36,6 | 35,0  | 31,0 | 26,7 | 23,0 | 30,7 |
| Átlaghőmérséklet (°C)                   | 16,2 | 18,4 | 21,9 | 24,8 | 27,6 | 29,5 | 29,9 | 29,8 | 28,1  | 24,6 | 20,6 | 17,3 | 24,1 |
| Átlagos min. hőmérséklet (°C)           | 10,6 | 12,3 | 14,8 | 17,7 | 21,0 | 22,2 | 22,8 | 23,0 | 21,2  | 18,3 | 14,5 | 11,6 | 17,5 |
| Rekord min. hőmérséklet (°C)            | −2,0 | −4,0 | 2,0  | 7,5  | 10,0 | 12,0 | 17,0 | 14,0 | 13,0  | 8,0  | 0,0  | −7,0 | −7,0 |
| Átl. csapadékmennyiség (mm)             | 15   | 13   | 7    | 25   | 73   | 100  | 24   | 67   | 73    | 27   | 12   | 17   | 453  |
| Forrás: Servicio Meteorológico Nacional |      |      |      |      |      |      |      |      |       |      |      |      |      |

## Közlekedés
A településen áthalad az ország egyik legjelentősebb útja, a nagyjából az északi határ mentén végigfutó 2-es főút, valamint innen indul egy másik fontos út, a 40-es is, ami Monterreyen, Saltillón és Torreónon keresztül a Csendes-óceán partján fekvő Mazatlánnal köti össze. A Río Bravo del Norte folyón átívelő híd nemzetközi határátkelő a Texas állambeli Hidalgo városába.
A város nemzetközi repülőtere a General Lucio Blanco nemzetközi repülőtér, amely a település délkeleti részén helyezkedik el.

## Népesség
A település népessége a közelmúltban rendkívül gyorsan növekedett:
| Év   | Lakosság |
| ---- | -------- |
| 1990 | 265 663  |
| 1995 | 320 458  |
| 2000 | 403 718  |
| 2005 | 507 998  |
| 2010 | 589 466  |

## Története
1686-ban, amikor a mai Reynosa helyén még nyoma sem volt településnek, itt táborozott le az Új-Leóni Királyság kormányzója, Agustín de Echeverz y Zuvízar (Subiza) által szervezett és Alonso kapitány vezette expedíció.
1748-ban Querétaróból José de Escandón vezetésével útnak indult 1500 telepes és 755 katona, hogy benépesítsék ezt a vidéket is és 14 települést alapítsanak. 1749. március 14-én Escandón megbízásából Carlos Cantú megalapította a Villa de Nuestra Señora de Guadalupe de Reynosa nevű települést, melynek ettől kezdve első számú politikai és katonai vezetője is lett. A betelepülők (50 család, összesen 279 fő) nem a Querétaróból érkezőkből, hanem Új-León lakóiból kerültek ki, főként monterreyiekből, cadereytaiakból, cerralvóiakból és El Pilón-iakból. A Reynosa név az éppen akkor uralkodó Juan Francisco de Güemes alkirály szülővárosának, a spanyolországi (kantábriai) Reinosának a nevéből származik.
1750-ben nagy áradás pusztított a településen, ezért elkezdtek azon gondolkodni, hogy kicsit odébb telepítik újra. 1757 áprilisában Escandón reynosai látogatása során leváltotta Cantút és helyére Pedro de Estradát nevezte ki, aki így a település második polgármestere lett. Július elején az alkirály népszámlálást tartatott, ekkor 280 főt számoltak össze Reynosában. 1763 március 29-én végre engedélyt kaptak a település átköltöztetésére egy biztonságosabb, Santa María de las Lajasnak nevezett helyre, azonban mégsem költöztek át, mert egy három év múlva készült jelentés szerint ekkor már úgy vélték, megszűnt az árvízveszély a környéken. 1800-ban viszont ismét akkora áradás keletkezett, hogy a település csaknem megsemmisült. A lakók kenukkal és tutajokkal menekültek el, és az El Morrilló-i dombok között húzták meg magukat. Ezért 1801. október 22-én Félix Berenguer de Marquina alkirály kérvényezte a város átköltöztetését egy 8 km-rel keletebbre fekvő, San Antonio nevű területre. Az ekkor 1631 lakosú település költözése 1802-ben történt meg, a földek nagy részét José Francisco Ballí adományozta a városnak, a földbirtokosoknak és az egyháznak.
A Nuestra Señora de Guadalupe-templom építése 1810-ben kezdődött meg és 1815-ig tartott, igaz, ekkor tornyot még nem kapott. Bár a függetlenségi háború híre 1811-ben eljutott a környékre, jelentős hadi események nem történtek Reynosában. 1846-ban amerikai csapatok szállták meg a várost, majd a forradalom idején 1913. május 10-én Lucio Blanco konstitucionalista csapatai.
Reynosa 1926. november 24-én nyerte el a ciudad rangot, lakossága és ipari teljesítménye azóta is folyamatosan növekszik. A gazdaság kiemelkedő ágazata az olajipar.

## Turizmus, látnivalók
Reynosa turizmusa nem jelentős. Régi műemléke nem sok van, legjelentősebb a 19. század elején épült Nuestra Señora de Guadalupe-templom. A városban múzeumok sincsenek, csak egy kulturális központ. Legfontosabb emlékművei Miguel Hidalgót, José María Morelost és Benito Juárezt ábrázolják. Jelentősebb rendezvényei az augusztusi aratási fesztivál és a december 5. és 12. között tartó Guadalupei Szűzanya-ünnep, melynek leglátványosabb elemei között vannak a színes, díszes ruhákban megjelenő tánccsoportok előadásai.